# آرناک-سور-دوردو
آرناک-سور-دوردو (به فرانسوی: Arnac-sur-Dourdou) یک کمون در فرانسه است که در canton of Camarès واقع شده‌است. آرناک-سور-دوردو ۱۶٫۵۷ کیلومتر مربع مساحت دارد ۵۶۰ متر بالاتر از سطح دریا واقع شده‌است.